# José Sorroche
José Sorroche Gázquez, conocido artísticamente como Pepe Sorroche, es un cantaor y letrista español nacido en Almería (Andalucía, España) en 1942.

## Estilo
Pepe Sorroche es un maestro de los cantes mineros y de Levante, siendo su referente esencial el Tío Enrique. Otros palos dominados con arte son la soleá (imprimiéndole especial delicadeza a la soleá apolá, las malagueñas, las seguiriyas, la petenera y toda la familia del fandango.

## Trayectoria
Pepe Sorroche nació en el barrio de la Plaza de Toros de la capital almeriense. Se inició en el flamenco desde joven, escuchando a antiguos flamencos almerienses como Paco Barranquete. En 1952, a los diez años, se incorporó como solista en los Coros y Danzas de Educación y Descanso, bajo la dirección de José Fernández Campos, Richoli, ganando en esos años varios premios en emisoras locales y girando por España y países de Europa, África y América.
Más adelante formará junto con Alfonso Salmerón y Domingo Garbín el trío Los Jilgueros, con el que actuó en Televisión Española y grabó dos discos con la discográfica Bélter, girando por todo el país.
En 1963 obtiene el 1.er Premio de Cante Jondo otorgado por Radio Almería. A partir de entonces se implica en varias peñas flamencas de la capital, como la Peña El Taranto (de la que es socio honorario) y la Peña Los Tempranos.
En 1968 llega uno de los hitos de su carrera al conseguir el 1.er premio en malagueñas y cantes de Levante y el 2º premio en el apartado de cantes por soleares y de Cádiz del Concurso Nacional de Arte Flamenco de Córdoba. A partir de entonces, su presencia en el Festival Flamenco de Almería es continua.
Gana más tarde diversos concursos nacionales de saetas organizados por la Peña El Taranto o la Peña El Morato, y su arte en este palo es reconocido al incluírsele en el disco Seis saeteros, editado por Onda Cero. Durante muchos años estuvo acompañado por el guitarrista Pedro Torres "El Funde", así como por Jesús Miranda.
Preocupado siempre por promocionar a nuevas figuras, fue fundador de los grupos Zambra y Jara. Con él se presentó por primera vez Tomatito, con el nombre de Pepín Fernández.
En 1991 la Junta de Andalucía lo condecoró con el Escudo de Oro de Andalucía.
Es miembro de la Cátedra de Flamencología de Jerez de la Frontera y ha sido distinguido por la Tertulia Indaliana y diversas instituciones provinciales de Almería. La peña flamenca del municipio de Tabernas (Almería), decidió homenajearle adoptando su nombre.

## Homenajes
José Sorroche le dedicó una canción a Javier Verdejo Lucas, estudiante de la Universidad de Granada asesinado por un guardia civil.

## Discografía
- 1958 - Los Jilgueros (2 singles) - Discográfica: Belter
- 1971 - José Sorroche (Single) - Discográfica: RCA - Guitarra: Pepe Habichuela
- 1971 - José Sorroche: Premio del Concurso Nacional de Arte Flamenco de Córdoba de Cantes de Levante (Single)- Discográfica: RCA - Guitarra: Juan Habichuela
- 1971 - El cante de José Sorroche (Single) - Discográfica: RCA - Guitarra: Enrique de Melchor, Paco de la Isla, Juan Habichuela
- 1971 - Antología del Cante Flamenco - Discográfica: RCA- Guitarra: Juan Habichuela
- 1976 - Sudor, simiente y surco - Discográfica: Zafiro - Guitarra: Juan y Pepe Habichuela, Pedro Torres, el ''Funde''
- 1978 - Sorroche - Discográfica: Zafiro - Guitarra: Pepe Habichuela, Jesús Miranda
- 1978 - I Antología del Cante Flamenco (3 temas de Sudor, simiente y surco) - Discográfica: Zafiro
- 1979 - Nueva Gran Antología Flamenca (2 temas) - Discográfica: RCA - Guitarra: Juan Habichuela
- 1988 - Cante de Almería en los Aljibes (1 tema) - Discográfica: Peña El Taranto XXV Aniversario
- 1991 - Festival de los Cantes de Almería (1 tema) - Discográfica: Excmo. Ayuntamiento de Almería - Guitarra: Paco Cortés
- 1996 - Antología Historia del Flamenco - Discográfica: Ed. Tartessos - Guitarra: Rafael Santiago
- 1998 - Cantes de Almería - Discográfica: Diputación Provincial de Almería - Guitarra: Niño de la Manola
- 2000 - Seis Saeteros (2 temas) - Discográfica: Onda Cero Radio
- 2003 - Homenaje a José Sorroche Memoria y luz - Discográfica: Diputación Provincial de Almería